# Bowral
Bowral è una città dell'Australia situata nel Nuovo Galles del Sud. Si trova a circa 120 km a sud-ovest di Sydney nella LGA della contea di Wingecarribee.